# John Abbey
Pour les articles homonymes, voir John Abbey (homonymie) et Abbey.
John Abbey,  (ou Jean Abbey en français) est un facteur d'orgue, né le 22 décembre 1785 à Whilton (comté de Northampton) et mort à Versailles le 19 février 1859. Ce facteur, qui a surtout exercé en France, a construit un nombre considérable d'orgues mais son principal titre de gloire est d'avoir introduit dans la facture française le mécanisme anglais et la soufflerie de Cummins. 

## Biographie
Après avoir travaillé successivement avec James Davis (1762-1822) et Hugh Russel (ca 1731-1825) en Angleterre et créé sa propre entreprise détruite par un incendie, Abbey vint en France en 1826. C'est Pierre Erard qui l'embaucha le 23 septembre 1826 et l'envoya auprès de son oncle Sébastien Erard à Paris où il s'établit définitivement.
Bon ouvrier et honnête homme, sa sœur le considérait cependant comme un Don Juan. Les autres facteurs d'orgue ne voulaient pas l'employer, le considérant comme remuant, difficile à mener, voulant tout savoir mieux que tout le monde et cherchant à se donner tout le mérite du travail auquel il était employé (lettre de Pierre Erard à son oncle 3 février 1829).

## Réalisations
Parmi ses premières œuvres, on peut citer l'orgue du château de la Muette et celui des Tuileries, détruit à l'époque de la révolution de 1830. Ces deux instruments sont construits sous la direction de Sébastien Erard.
Il construisit les orgues de chœur de beaucoup d'églises, au nombre desquelles il faut citer :
- à Paris :
  - Église Saint-Nicolas-des-Champs (1845)
  - Eglise Saint-Eustache
- à Versailles

Il a à son actif l'édification de grands instruments : 
- Amiens : cathédrale Notre-Dame (1832)[Note 1]
- Bayeux : Cathédrale Notre-Dame (1845)[Note 2]
- Châlons-en-Champagne : cathédrale Saint-Étienne (1849)[Note 3]
- Marines (Val-d'Oise) : église Saint Rémi
- Paris : chapelle du lycée Henri-IV
- Reims : cathédrale Notre-Dame (1849)
- Rennes : cathédrale Saint-Pierre[Note 4]
- La Rochelle : cathédrale Saint-Louis (1835)[Note 5]
- Tulle : cathédrale Notre-Dame (1839)
- Viviers (Ardèche) : cathédrale Saint-Vincent[Note 6]
- Yerres (Essonne) : église Saint-Honest (1878)  etc.

## Source
Cet article contient des extraits de La Grande Encyclopédie dont le contenu se trouve dans le domaine public. Il est possible de supprimer cette indication si le texte reflète le savoir actuel sur ce thème, si les sources sont citées, s'il satisfait aux exigences linguistiques actuelles et s'il ne contient pas de propos qui vont à l'encontre des règles de neutralité de Wikipédia.